# Holacourt
Holacourt je francouzská obec v departementu Moselle v regionu Grand Est. Žije zde 91 obyvatel.

## Geografie

### Sousední obce
| Růžice kompasu | Herny    | Many      |             | Růžice kompasu |
| Růžice kompasu | Vatimont | Sever     | Arraincourt | Růžice kompasu |
| Růžice kompasu | Vatimont | Holacourt | Arraincourt | Růžice kompasu |
| Růžice kompasu | Vatimont | Jih       | Arraincourt | Růžice kompasu |
| Růžice kompasu | Lesse    |           |             | Růžice kompasu |